# Roque Cinchado
El Roque Cinchado es una de las formaciones rocosas más singulares y emblemáticas de la isla de Tenerife (Canarias, España). Se halla dentro del parque nacional del Teide (Patrimonio de la Humanidad), junto al volcán homónimo, en pleno corazón de la isla.

## Características
El roque está situado a unos 300 metros de distancia del propio Teide y a 2100 metros sobre el nivel del mar. A su vez, el roque se encuentra situado a unos 1700 metros por debajo de la cima del volcán. Es una formación de origen volcánico, pertenece a una alineación de grandes formaciones rocosas, restos de la antigua cumbre de la isla, conocidas como Roques de García.
El Roque es bastante diferente al resto de los roques canarios y a los propios Roques de García que se encuentran a su lado, lo cual ha hecho que se considere un monumento natural distintivo y singular desde tiempos inmemoriales. El roque se formó por sucesivas capas de material volcánico. El Roque Cinchado también es llamado popularmente Árbol de Piedra.[cita requerida]
Su fama patrimonial hizo que su imagen apareciese en los billetes de mil pesetas con el Teide al fondo.

## Galería de imágenes

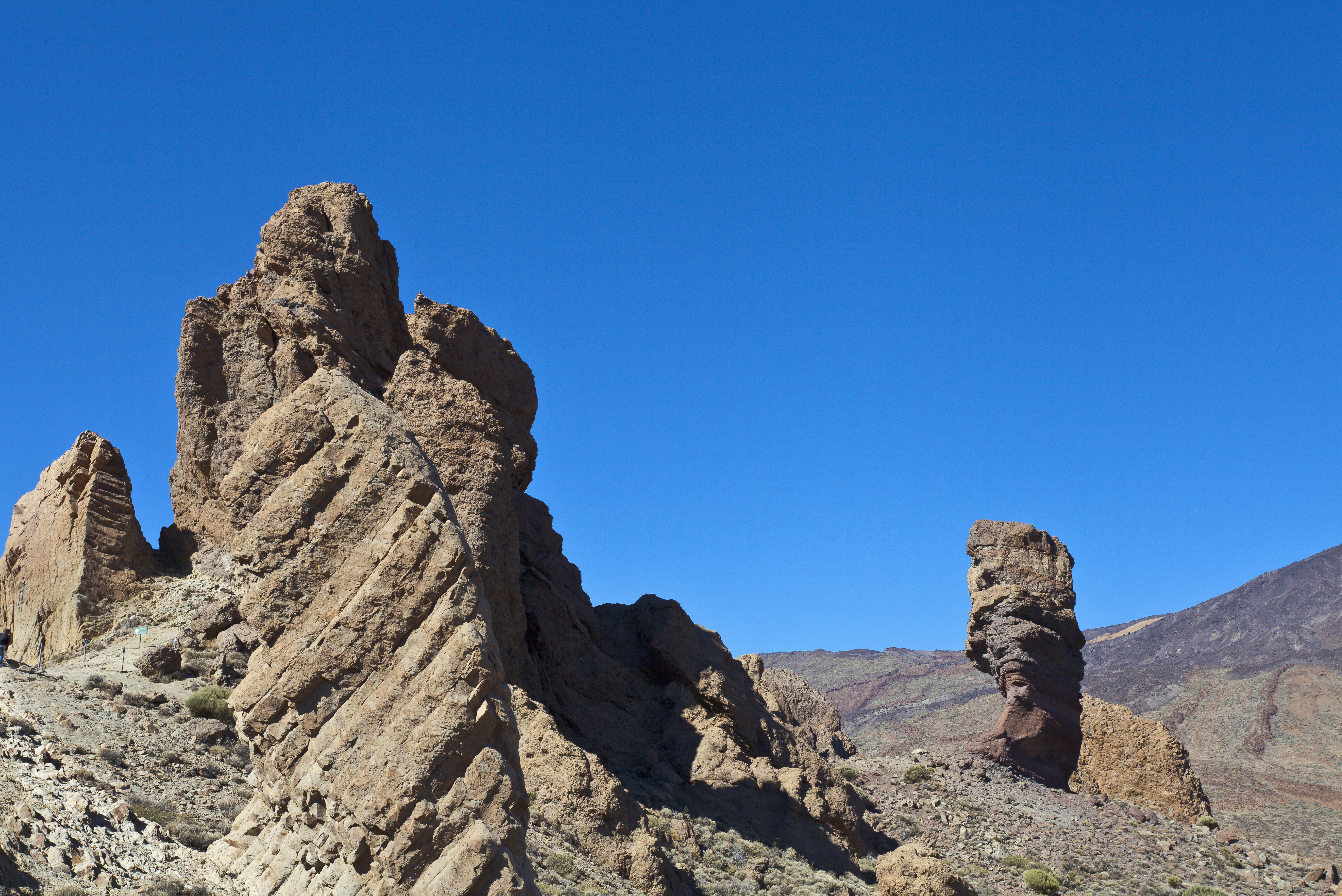
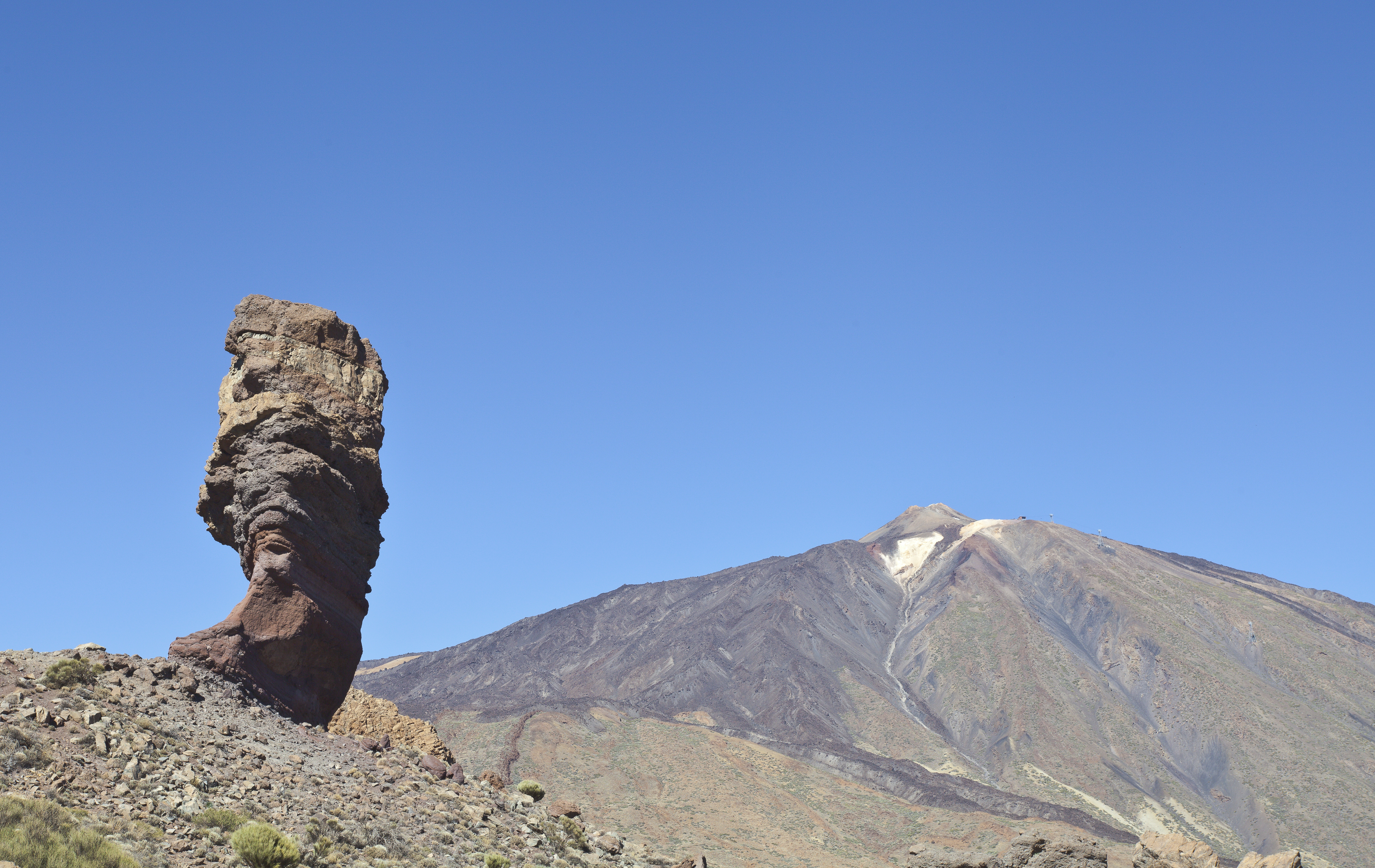
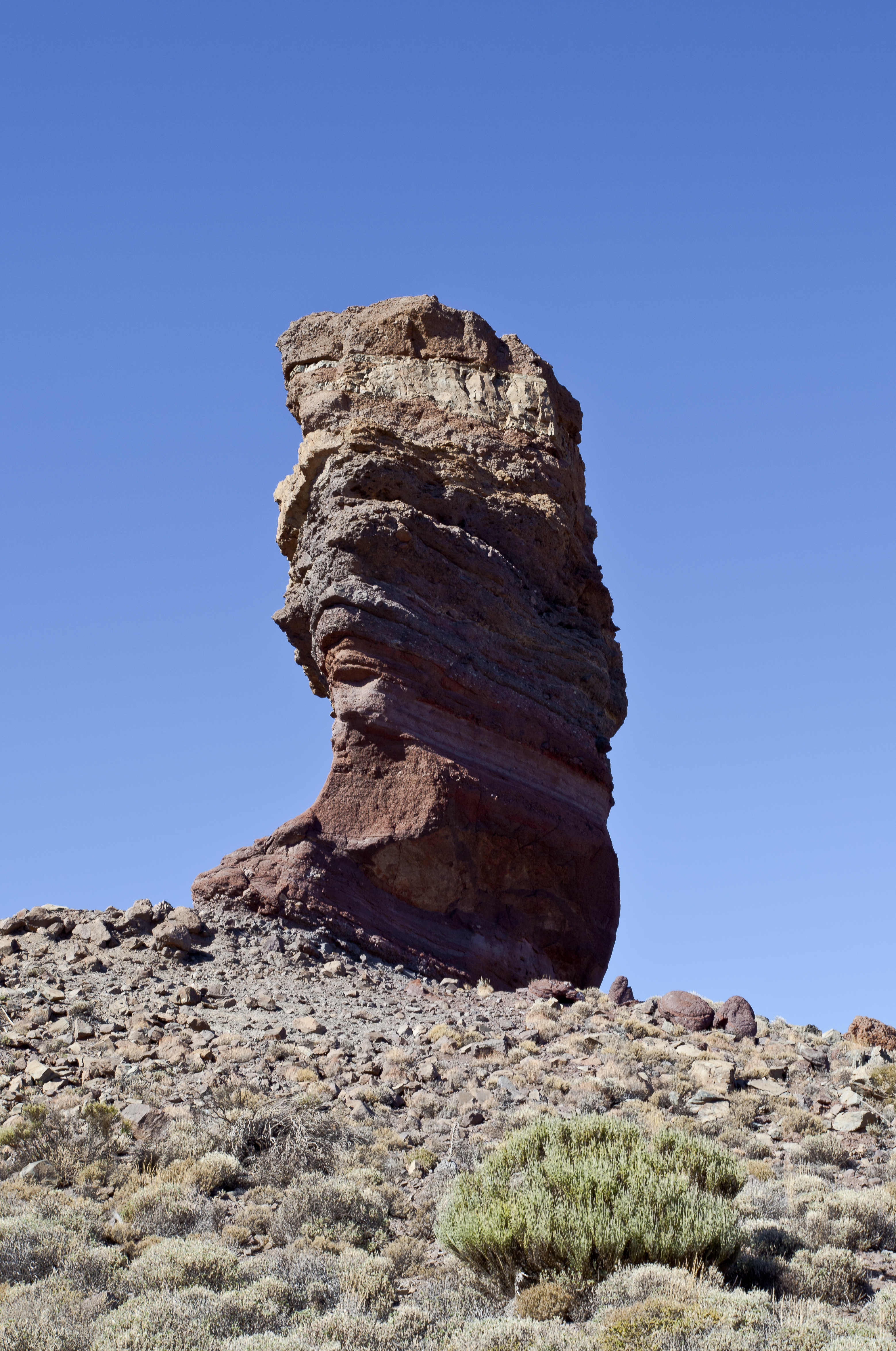
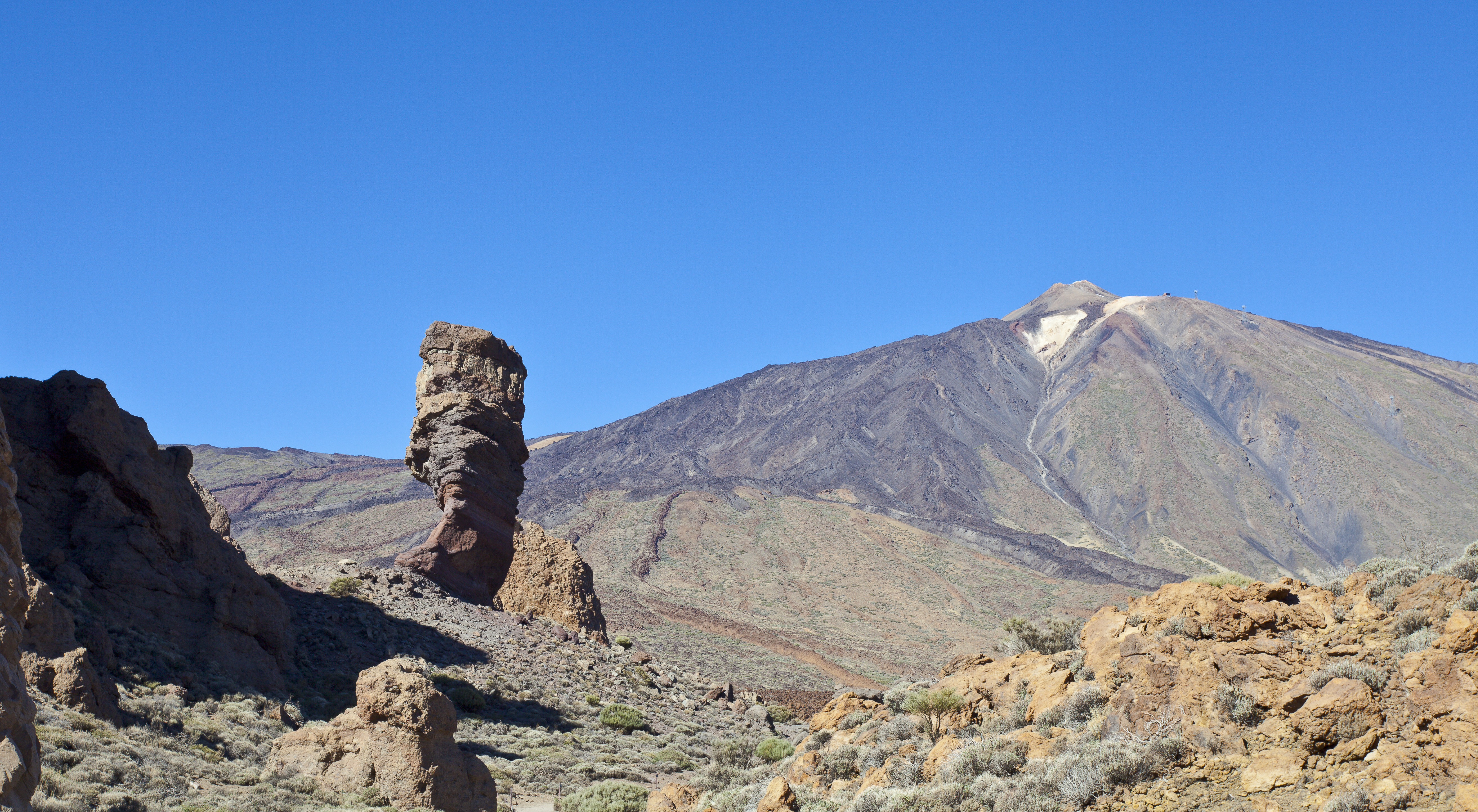
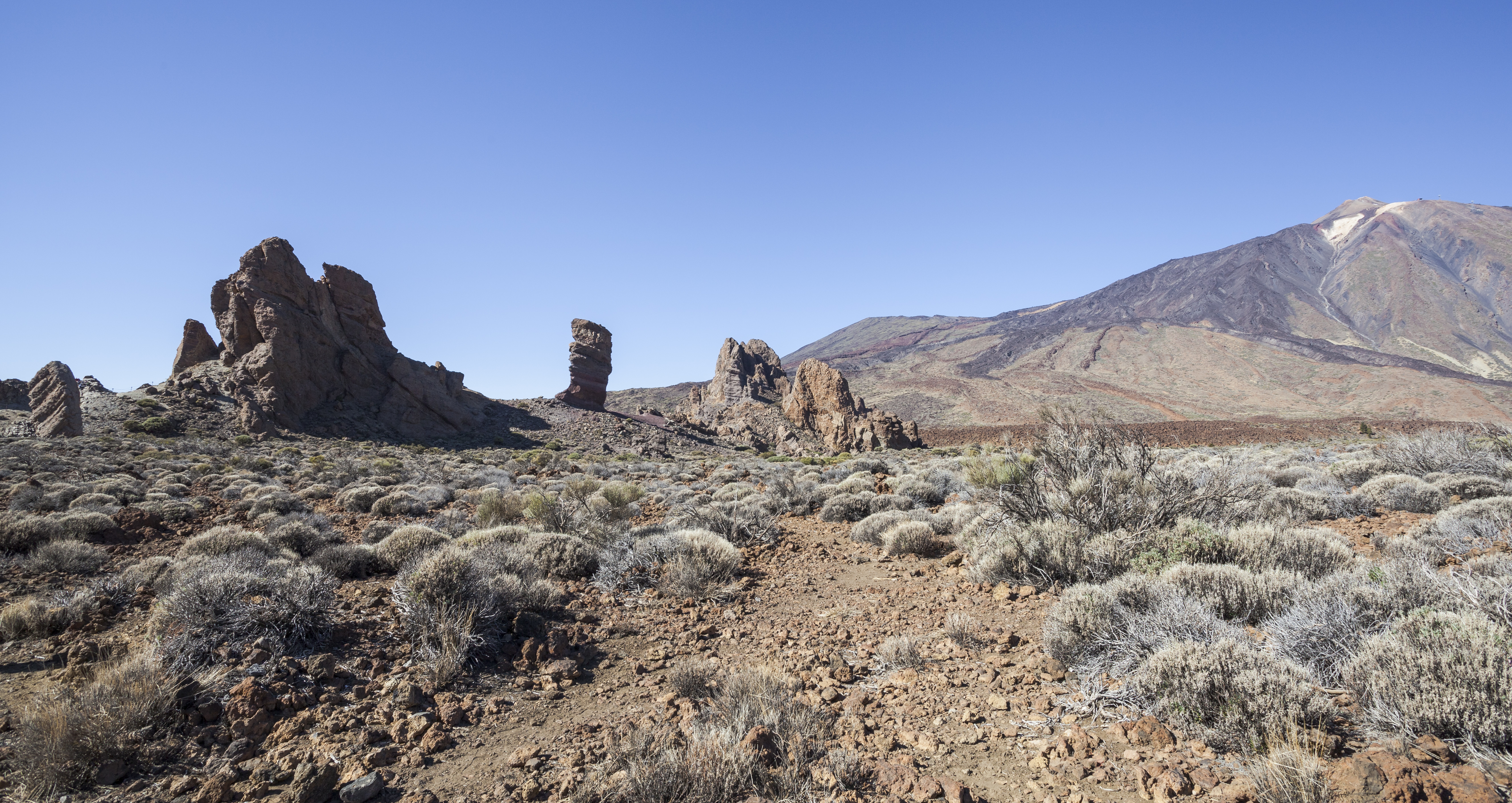